# Coppa Intercontinentale 2008 (hockey su pista)
La Coppa Intercontinentale 2008 è stata l'11ª edizione dell'omonima competizione di hockey su pista riservata alle squadre di club. Il torneo ha avuto luogo il 29 settembre 2008. Il trofeo è stato vinto dal Barcellona per la terza volta nella sua storia.

## Squadre partecipanti
| Nazione   | Club       | Qualificazione                                      | Partecipazioni precedenti (il grassetto indica la vittoria) |
| --------- | ---------- | --------------------------------------------------- | ----------------------------------------------------------- |
| Argentina | Concepción | Detentore del South American Club Championship 2007 | 1987, 2007                                                  |
| Spagna    | Barcellona | Detentore della Champions League 2006-2007          | 1983, 1985, 1998, 2006                                      |

## Risultati
| Molins de Rei 29 settembre 2008 Finale | Barcellona | 3 – 1 | Concepción |  |